# Gibson Guitar Corporation
Gibson Guitar Corporation – firma zajmująca się produkcją sprzętu muzycznego.
Największą sławę przyniosła im produkcja gitary elektrycznej „Gibson Les Paul” według projektu Lesa Paula, jej pochodnych (Gibson SG i Gibson Les Paul Double Cut), gitar hollow-body jak Gibson ES-335 i gitar kojarzonych głównie ze sceną metalową (Gibson Flying-V, Gibson Explorer, Gibson Firebird). Firma produkuje także gitary basowe (np. Gibson Thunderbird).

## Brzmienie
Charakterystyczny dla instrumentów produkowanych przez Gibsona jest długi sustain (długość czasu wybrzmiewania dźwięku) i ciemne, mięsiste, skondensowane brzmienie. Takie parametry uzyskuje się głównie dzięki użyciu mahoniowych korpusów, stałych mostów Tune-o-matic, zazwyczaj dwóch humbuckerów i palisandrowych podstrunnic.

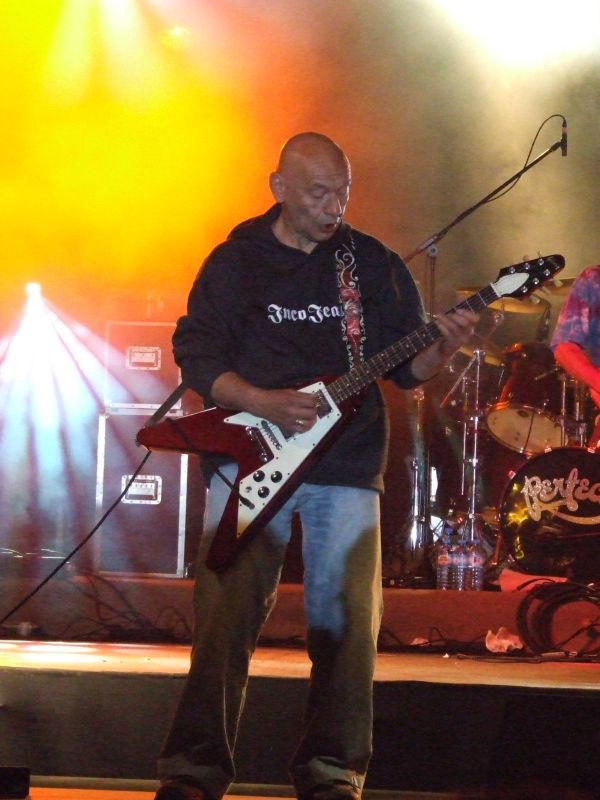
Gibson Flying V

## Historia
Orville Gibson (urodzony w 1856) zaczął swoją karierę lutniczą od budowy mandolin w Kalamazoo w Michigan. Wprowadził w ich budowie kilka innowacji, które opatentował. W 1902 powstała „Gibson Mandolin-Guitar Mfg. Co, Ltd.”, której głównym celem była sprzedaż instrumentów przez nią produkowanych.
W latach 20. XX w. Gibson stał się jednym z liderów w budowie gitar Arch Top dzięki modelowi Gibson L5. W 1936 wprowadził swój pierwszy model gitary typu hiszpańskiego – Gibson ES-150. Generalnie uznaje się ją za pierwszy sukces komercyjny Gibsona. 
Pod wpływem świetnych wyników sprzedaży Fendera Telecastera w 1950 Gibson zadecydował o budowie gitary o korpusie z litego drewna. Ze względu na spory udział gitarzysty Lesa Paula, od jego pseudonimu nazwano tę gitarę Gibson Les Paul Les Paul został wprowadzony do sprzedaży w 1952. W późnych latach 50. powstało kilka różnych nowych kształtów jak Gibson Explorer i Gibson Flying V i semi-akustyczny Gibson ES-335 oraz zalążek przetwornika typu humbucker. Les Paul zaczęto oferować w wielu różnych wersjach – Custom, Standard, Special i Junior. W 1961 wprowadzono wersję Double Cut.. Jednakże te zmiany nie przypadły do gustu Les Paulowi, toteż gitarę tę znamy jako Gibson SG. Pod wpływem gitarzystów, takich jak Eric Clapton, Les Paul powrócił do katalogu Gibsona w 1968. 
W latach 1974–1984 dokonano kontrowersyjnego przeniesienia produkcji gitar Gibsona z Kalamazoo w Michigan do Nashville w Tennessee w celu zmniejszenia kosztów opłat za pracowników. Niestety odbiło się to też na zmniejszeniu się jakości.
Na początku roku 1986 Gibson Guitar Corp. zostało kupione przez Henry E. Juszkiewicza, David H. Berrymana i Gary A. Zebrowskiego. Obecny sukces firmy jest bardzo często przypisywany zmianie właścicieli. Obecnie Juszkiewicz jest CEO, a Berryman prezesem.
Niedawno otworzono także fabryki w Memphis w Tennessee i Bozeman w Montanie. Fabryka w Memphis zajmuje się głównie budową gitar semi-akustycznych i realizacją zamówień Custom Shopu, podczas gdy manufaktura w Bozeman ze stojącym na czele Jeffem Orlickiem produkuje gitary akustyczne. Firma Gibson była sponsorem „Experience Hendrix Tribute Tour” tournée poświęconego Jimiemu Hendriksowi.
1 maja 2018 firma złożyła wniosek o bankructwo z możliwością zawarcia układu o restrukturyzacji.

## Produkty firmy

### Gitary elektryczne
- Firebird
- Les Paul
- Melody Maker
- SG
- Vegas
- Explorer
- Flying V
- ES-335
- ES-339
- EDS-1275
- Nighthawk

### Gitary basowe
- Les Paul Money Bass
- SG Reissue
- Thunderbird IV
- Thunderbird Studio